# Juvatssjön
Juvatssjön är en sjö i Ljusdals kommun i Medelpad och ingår i Ljungans huvudavrinningsområde. Sjön har en area på 0,773 kvadratkilometer och ligger 314,1 meter över havet.

## Delavrinningsområde
Juvatssjön ingår i det delavrinningsområde (691396-148982) som SMHI kallar för Utloppet av Juvatssjön. Medelhöjden är 386 meter över havet och ytan är 16,17 kvadratkilometer. Räknas de 12 avrinningsområdena uppströms in blir den ackumulerade arean 127,05 kvadratkilometer. Juån (Lillån) som avvattnar avrinningsområdet har biflödesordning 2, vilket innebär att vattnet flödar genom totalt 2 vattendrag innan det når havet efter 155 kilometer. Avrinningsområdet består mestadels av skog (78 procent). Avrinningsområdet har 0,99 kvadratkilometer vattenytor vilket ger det en sjöprocent på 6,1 procent.